# La Vall
La Vall este o arie protejată (arie de protecție specială avifaunistică — SPA) din Spania întinsă pe o suprafață de 5.289,36 ha, integral pe uscat.

## Localizare
Centrul sitului La Vall este situat la coordonatele 40°01′02″N 3°55′17″E / 40.0172°N 3.9215°E.

## Înființare
Situl La Vall a fost declarat arie de protecție specială avifaunistică în martie 2006 pentru a proteja 1 specie de plante și 53 de specii de animale.

## Biodiversitate
Situată în ecoregiunea mediteraneană, aria protejată conține 18 habitate naturale: Păduri de Olea și Ceratonia, Pajiști uscate europene, Stepe sărăturate mediteraneene (Limonietalia), Pășuni mediteraneene udate de apa mării (Juncetalia maritimi), Faleze cu vegetație de Limonium spp. endemic de pe coastele mediteraneene, Pajiștile Spartina (Spartinion maritimae), Lagune de coastă, Pante stâncoase calcaroase cu vegetație casmofită, Galerii și tufărișuri riverane sudice (Nerio-Tamaricetea și Securinegion tinctoriae), Păduri de Quercus ilex și Quercus rotundifolia, Phrygana endemică cu Euphorbio-Verbascion, Dune cu vegetație ierboasă Brachypodietalia cu specii anuale, Dune mobile de-a lungul țărmului cu Ammophila arenaria („dune albe”), Dune cu tufărișuri sclerofile Cisto-Lavenduletalia, Lacuri eutrofice naturale cu vegetație de tip Magnopotamion sau Hydrocharition, Depresiuni intradunale umede, Dune mobile cu vegetație embrionară, Iazuri temporare mediteraneene.
La baza desemnării sitului se află mai multe specii protejate:
- plante (1): Anthyllis hystrix
- păsări (51): fluierar de munte (Actitis hypoleucos), ciocârlie-de-câmp (Alauda arvensis), Alectoris rufa, lăstunul mare (Apus apus), Apus pallidus, pasărea ogorului (Burhinus oedicnemus), ciocârlie-cu-degete-scurte (Calandrella brachydactyla), caprimulg (Caprimulgus europaeus), cânepar (Carduelis cannabina), sticlete (Carduelis carduelis), florinte (Chloris chloris), porumbel (Columba livia), corb (Corvus corax), prepeliță (Coturnix coturnix), presură sură (Emberiza calandra), măcăleandru (Erithacus rubecula), șoim călător (Falco peregrinus), vânturel roșu (Falco tinnunculus), vânturel de seară (Falco vespertinus), muscar negru (Ficedula hypoleuca), Galerida theklae, acvilă pitică (Hieraaetus pennatus), sfrâncioc cu cap roșu (Lanius senator), Larus michahellis, gaia roșie (Milvus milvus), mierlă albastră (Monticola solitarius), codobatură galbenă (Motacilla alba), codobatură de munte (Motacilla cinerea), muscar sur (Muscicapa striata), vultur egiptean (Neophron percnopterus), pietrar mediteranean (Oenanthe hispanica), pietrar sur (Oenanthe oenanthe), ciuf-pitic (Otus scops), vultur pescar (Pandion haliaetus), pițigoi mare (Parus major), vrabie (Passer domesticus), Phalacrocorax aristotelis desmarestii, codroș de munte (Phoenicurus ochruros), codroșul de pădure (Phoenicurus phoenicurus), pitulice de munte (Phylloscopus collybita), mărăcinar (Saxicola rubetra), mărăcinar negru (Saxicola torquatus), turturică (Streptopelia turtur), graur (Sturnus vulgaris), silvie cu cap negru (Sylvia atricapilla), silvie de tufiș (Sylvia undata), mierlă (Turdus merula), sturz-cântător (Turdus philomelos), strigă (Tyto alba), pupăză (Upupa epops), nagâț (Vanellus vanellus)
- reptile (2): țestoasa de baltă (Emys orbicularis), țestoasă bănățeană (Testudo hermanni)